# Йохан Франц фон Лайнинген-Дагсбург-Фалкенбург
Йохан Франц фон Лайнинген-Дагсбург-Фалкенбург (на немски: Johann Franz von Leiningen-Dagsburg-Falkenburg; * 22 май 1698; † ок. 1750) е граф на Лайнинген-Дагсбург-Фалкенбур.
Той е син на граф Йохан Лудвиг фон Лайнинген-Дагсбург-Фалкенбург в Гунтерсблум (1673; † сл. 1699) и съпругата му графиня Анна Ернестина фон Фелен-Меген (* 12 април 1650; † 23 февруари 1729), дъщеря на Фердинанд Готфрид Фелен-Меген († 1685) и графиня София Елизабет фон Лимбург-Бронкхорст († 1685). Той има само една сестра Изабела Шарлота Амалия, монахиня (* 1 януари 1695).
Йохан Франц умира ок. 1750 г. Графството Дагсбург попада през 1774 г. на линията Лайнинген-Дагсбург-Харденбург.

## Фамилия
Йохан Франц се жени на 6 юли 1736 г. за графиня Шарлота фон Валдероде (* 24 септември 1703; † 1745), дъщеря на граф Йохан Франц фон Валдероде († 1738) и трушсес Мария Клаудия Сидония фон Валдбург (1685 – 1708). Те имат три деца:
- Вилхелм Карл фон Лайнинген-Билигхайм (1737 – 1809, женен на 21 ноември 1787 г. (развод 1801) за графиня Елеонора фон Бретценхайм (1770 – 1832)
- Венцел Йозеф фон Лайнинген-Нойденау (1738 – 1825(, граф на Лайнинген-Нойденау, женен I. на 11 юни 1772 г. за Мария Маргарета Франциска фрайин фон Зикинген (1744 – 1795), II. на 24 октомври 1803 г. за Мария Виктория Кресценция Йозефа фрайин фон Грюнберг († 1838)
- Клементина (1740 – 1827), омъжена 1760 г. за граф Йозеф Коронини фон Кронберг († 1790)